# Tenam Rosario
Tenam Rosario es un sitio arqueológico de la cultura maya ubicado en el municipio de La Trinitaria al sur del estado de Chiapas en México. 

## Relevancia del sitio
Tenam Rosario fue la cabecera de un señorío maya de la región de los Altos Orientales de Chiapas datado en el periodo clásico, se desarrolló como un centro político y ceremonial teniendo su apogeo en el clásico tardío entre los años 700 al 950 y tuvo una gran actividad hasta el periodo posclásico temprano de la civilización maya.
Tenam Rosario es un sitio considerablemente extenso y está conformado por numerosos basamentos piramidales y estructuras de carácter ceremonial y residencial, entre los hallazgos más relevantes de la zona arqueológica están varias esculturas de cerámica, estelas, discos de piedra y 6 grandes marcadores de juego de pelota tallados con representaciones de la mitología maya.
El sitio fue descubierto y descrito por primera vez en la década de 1920 por el arqueólogo Frans Blom resaltando la extensión de la zona arqueológica en el reporte de los resultados de una expedición arqueológica realizada en el sur de Chiapas. La mayor parte de las estructuras se encuentran enterradas en la selva y el sitio arqueológico permanece cerrado al acceso público.

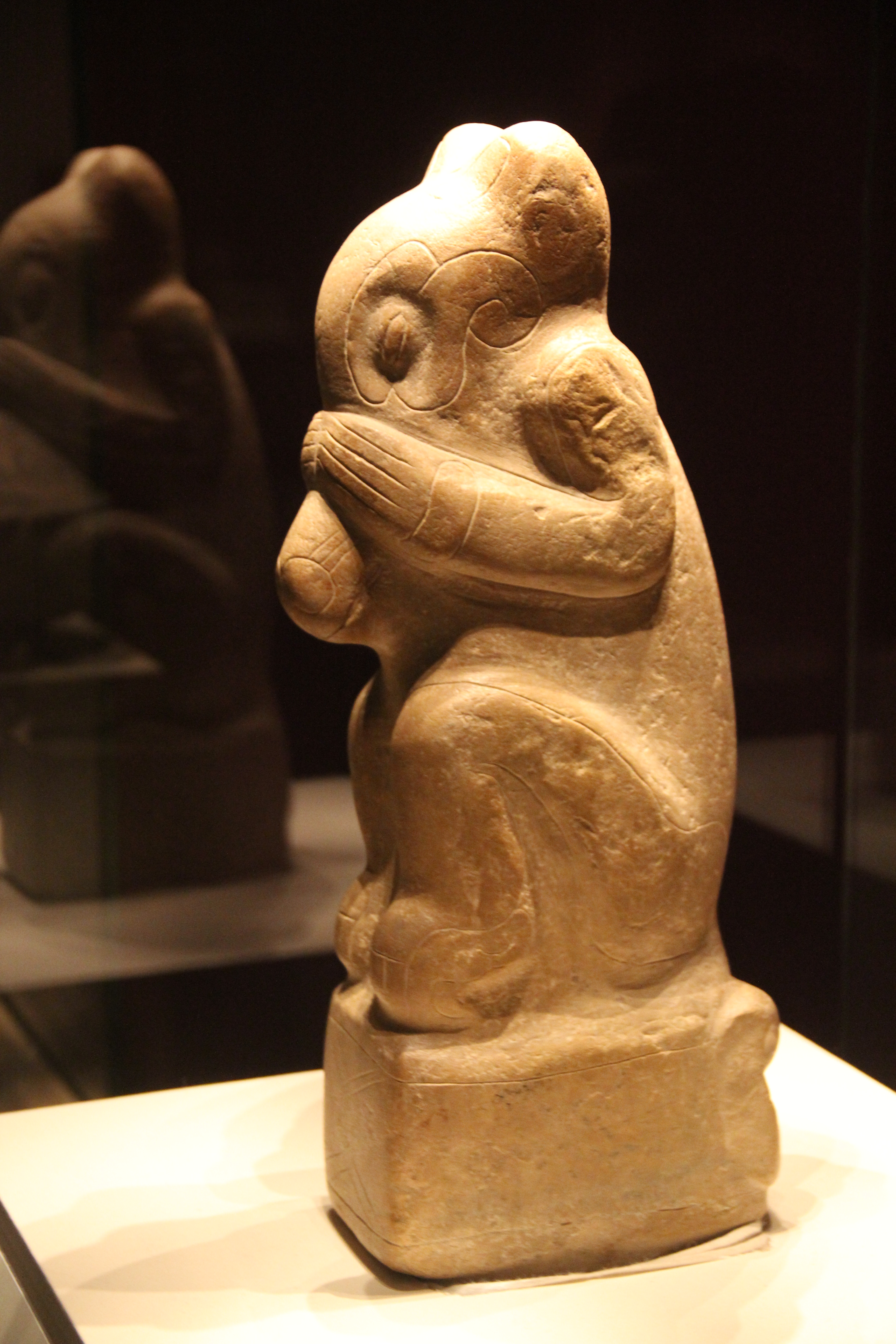
Escultura de un Coatí encontrada en Tenam Rosario.

## Toponimia
El nombre original del sitio es desconocido, el nombre de "Tenam Rosario" fue dado por los arqueólogos luego de su descubrimiento y se compone de la palabra en náhuatl Tenamitl, que quiere decir muro o fortaleza mientras que Rosario es una referencia a un rancho aledaño de nombre El Rosario. Este patrón toponímico está presente en los sitios arqueológicos de la región de Comitán como en Tenam Puente y Tenam Soledad, en los que se le agregó el prefijo Tenam al nombre de alguna finca o rancho cercano para nombrar a la zona arqueológica.

## Arqueología
De acuerdo a los estudios arqueológicos se han identificado más de 250 estructuras y 3 canchas de juego de pelota que muestran que durante su apogeo el sitio tuvo una alta actividad urbana y religiosa. El núcleo central del sitio se compone por cerca de 30 edificios y un gran muro de piedra. Las estructuras y edificios del sitio pertenecen al estilo arquitectónico de los Altos Orientales de Chiapas y están construidos utilizando lozas de piedra talladas y cortadas de forma precisa para encajarse sin necesitar mortero.